# Vestervig Kloster
Vestervig Kloster var et augustinerkloster og sidenhen en herregård beliggende i Vestervig Sogn. Den eneste rest af de oprindelig klosterbygninger er den vældige Vestervig Kirke. Tilbage af jordbesiddelse findes de to gårde Vestervig Overgaard og Vestervig Nedergaard. 

## Historie
Vestervig var oprindeligt krongods, og det nævnes i Kong Valdemars Jordebog. Men det var netop i dette område at Thys værnehelgen Sankt Thøger (eller Theodgar som han oprindeligt hed) havde sin gang i 1000-tallet. Klosteret blev grundlagt ca. 1110 og blev sæde for brødre af augustinerordenen. Vestervig Kloster skulle blive et af landets rigeste, og her havde de første biskopper af Vendelbo Stift sæde.

## Eksterne kilder og henvisninger
- Om Vestervig Kloster i J.P. Trap: Kongeriget Danmark, udarbejdet af H. Weitemeyer (3. udgave, 4. bind 1901)

56°46′23.5″N 8°19′2″Ø / 56.773194°N 8.31722°Ø